# Folkets parti FNB
Folkets parti FNB (auch Folkets Parti) ist eine norwegische Partei. Sie wurde 2014 unter dem Namen Folkeaksjonen nei til mer bompenger (Abkürzung: FNB; deutsch Volksaktion Nein zu mehr Mautgebühren) gegründet. Sie wird häufig auch als Bompengepartiet (deutsch Mautpartei) bezeichnet. Ihr Hauptanliegen ist die Abschaffung von Mautgebühren auf norwegischen Straßen. 2022 erfolgte der Namenswechsel, um nicht länger als Ein-Themen-Partei wahrgenommen zu werden.

## Geschichte

### Gründung
Die Partei wurde 2014 zunächst lokal in der südwestnorwegischen Stadt Stavanger aus Protest gegen ein Mautabkommen gegründet, das für die Gegend um die Stadt erzielt worden war. Gründer war der Unternehmensberater Frode Myrhol.
Im Juni 2018 legte die Partei die nötigen Unterschriften von Wahlberechtigten vor, um als nationale Partei registriert werden zu können.
Zum 30. Oktober 2023 zog sich Cecilie Lyngby von der Parteispitze zurück. Bis zum nächsten ordentlichen Parteitag im Mai 2024 übernimmt ihre Stellvertreterin Cesilie Tveit vorübergehend den Vorsitz.

### Erfolge bei Kommunal- und Fylkestingswahlen
Die Partei trat im Herbst 2015 bei der Wahl zum Stadtrates in Stavanger an. Dort erreichte sie drei Mandate.
Für die Kommunalwahl im September 2019 stellte sie in elf Kommunen eine Wahlliste. In Vestland, Rogaland, Vestfold og Telemark und Viken traten sie zudem zur Fylkestingswahl an. In Wahlumfragen erzielte die FNB während des Wahlkampfes zum Teil hohe Werte. In Bergen erreichte sie eine Zeit lang mit über 20 % die höchsten Umfragewerte aller Parteien.
Bei der Fylketingswahl 2019 erhielt die Partei in allen Provinzen, in denen sie mit einer Liste antrat, mindestens ein Mandat. Das beste Ergebnis erzielten sie dabei in Vestland, wo sie mit 9 Prozent sechs Sitze im Fylkesting erhielt. In Rogaland und Viken zogen bei 6,4 bzw. 3,5 % jeweils drei Abgeordnete in das Parlament ein.
Auch bei der Kommunalwahl erzielte sie zum Teil hohe Ergebnisse. In Bergen wurden sie mit 16,7 % drittgrößte Fraktion im Stadtrat. In ihrem Gründungsort Stavanger wurden sie ebenfalls drittgrößte Partei und erhielt nun sechs Mandate. In der neu gegründeten Kommune Alver war sie mit 22,7 % der Stimmen die meistgewählte Partei. Die FNB zog nach der Wahl am 9. September 2019 außerdem in die Kommunalparlamente von Askøy, Klepp, Oslo, Øygarden, Porsgrunn, Sandnes, Sola und Skien ein.
In Oslo trat der für die FNB in den Stadtrat gewählte Danny Chaudry aus der Fraktion aus und gründete mit der Partiet mot Bompenger (deutsch Partei gegen Mautgebühren) seine eigene Partei.

### Stortingswahl 2021, Namenswechsel und Lokalwahlen 2023
Die Parlamentswahl 2021 endete mit 0,1 % der Stimmen enttäuschend. Das beste Ergebnis erzielte die FNB in Modalen mit 0,5 %. Der Parteivorsitzende Myrhol kündigte in der Folge einen neuen Parteinamen an, da dieser seiner Meinung nach zu lang sei und die Partei wie eine Einthemapartei wirken lasse. Im Januar 2022 wurde schließlich der Name Folkets parti FNB als neuer Parteiname bekannt. Der neue Name wurde in den Brønnøysundregistrene registriert. Myrhol erklärte, dass der Namensbestandteil „FNB“ im neuen Namen keine konkrete Bedeutung mehr habe, sondern sich auf den alten Namen beziehe.
Auch bei den Kommunal- und Fylkestingswahlen 2023 konnte die Partei nicht an ihre Anfangserfolge anknüpfen. In Oslo etwa verpassten sowohl die Folkets Parti als auch Partiet mot Bompenger den Einzug in den Stadtrat deutlich.

## Positionen
Die Partei tritt dafür ein, dass keine weiteren Mautzonen in Norwegen entstehen. Langfristig wolle sie bestehende Mautgebühren abschaffen. Die Finanzierung der Infrastruktur solle stattdessen über den ordentlichen Haushalt erfolgen. Neben den für die Partei zentralen Verkehrsthemen tritt die Partei auch gegen eine Substanzsteuer ein. Zudem spricht sie sich gegen die Errichtung von Windrädern auf dem Land aus.
Im Kommunalwahlkampf 2019 wurde die Partei mehrfach dafür kritisiert, dass sie abgesehen von der Mautthematik keine klaren Positionen vertrete.